# Tengwar

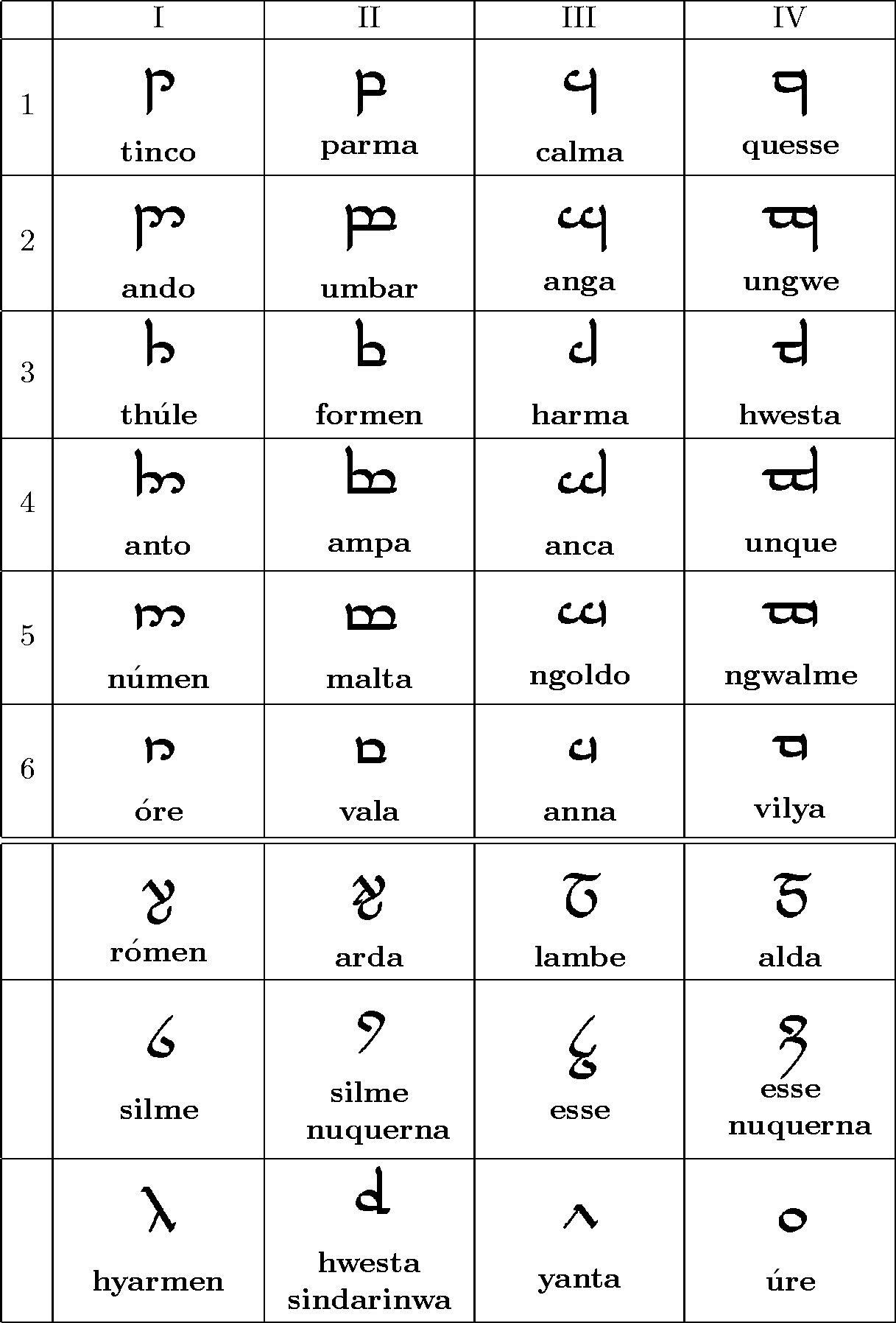
Systematyka Tengwaru według Fëanora. Pod literami znajdują się ich quenejskie nazwy (wyrazy zaczynające się od danej litery). Uwaga: pierwszą literą wyrazu jest znak spółgłoskowy, tak więc znak III 1., nazwany calma, oznacza c, a III 4., nazwany anca, oznacza nc.

Fragment Powszechnej Deklaracji Praw Człowieka w języku angielskim.

Tengwar (qya. „litery, znaki”) – system znaków stworzony przez J.R.R. Tolkiena na potrzeby zapisu quenyi i sindarinu, języków występujących w mitologii Śródziemia. Według Silmarillionu tengwar został opracowany przez elfów w zamierzchłych czasach, a twórcą kanonicznej wersji tengwaru jest Fëanor.
W Śródziemiu tengwar był w powszechnym użyciu i były nim zapisywane wszystkie najważniejsze języki (quenya, sindarin, Czarna Mowa, westron). System ten może jednak równie dobrze służyć do zapisu dowolnego innego języka, również polskiego. Większość próbek tengwaru zapisanych przez samego Tolkiena to teksty w języku angielskim.
Przykłady tekstów zapisanych tengwarem znajdujemy głównie w publikacjach Tolkiena – w samym Władcy Pierścieni, w innych książkach jak np. w zbiorze pieśni The Road Goes Ever On (wiersze Namárië i A Elbereth), w listach, na ilustracjach i wielu innych. Wiele przykładów i opisów tengwaru znajdujemy w tekstach Tolkiena opublikowanych przez jego syna, Christophera Tolkiena, w 12 tomowym cyklu The History of Middle-earth. Tengwarowe manuskrypty i ilustracje autorstwa J.R.R. Tolkiena były również publikowane w czasopismach poświęconych językom elfów.

## Budowa znaków
Tengwar jest prosty w zapisie, ponieważ składa się głównie z powtarzających się elementów – podstawowe litery składają się z rdzenia (telco: krótkiego, przedłużonego, bądź opuszczonego) i łuku (lúva: w prawo, w lewo, podwójne), a połowa z nich ma jeszcze podkreślenie łuku. Spośród nich za podstawowe i pierwotne uważano te znajdujące się w pierwszym rzędzie od góry. Istnieją również litery dodatkowe o bardziej złożonej konstrukcji.
Tengwar jest abugidą, jego znaki odpowiadają tylko spółgłoskom, a samogłoski są reprezentowane przez znaki diakrytyczne osadzone dookoła nich. Warto również wspomnieć, iż występuje także pełne pismo (pismo Beleriandu) w którym samogłoski są osobnymi tengwami. Przykład pełnego pisma to np. inskrypcja na Zachodniej Bramie Morii.

## Systematyka
Litery są usystematyzowane w cztery serie (témar). Pierwsze dwie oznaczały najczęściej spółgłoski przedniojęzykowe i wargowe, a trzecia i czwarta miały zmienne właściwości. W quenyi służyły do zapisu spółgłosek tylnojęzykowych oraz labializowanych. W Trzeciej Erze (na potrzeby Westronu) uściślono ich podział, przez co dwie ostatnie oznaczały spółgłoski zadziąsłowe (powstałe w wyniku palatalizacji przedniojęzykowych) i tylnojęzykowe.
Podstawowe litery pogrupowane są też w sześć rzędów (tyeller). Ich znaczenie jest zmienne w zależności od języka. Ogólnie podwójny łuk oznacza dźwięczność, a podniesiony trzon – spółgłoskę szczelinową. Fëanor, tworząc systematykę dla potrzeb quenyi, podzielił je na spółgłoski: bezdźwięczne zwarte, dźwięczne połączenia nosowych ze zwartymi, bezdźwięczne szczelinowe, bezdźwięczne połączenia nosowych ze zwartymi, dźwięczne nosowe, ustne (nie-nosowe, za czasów tworzenia bezdźwięczne; teoretycznie powinny tu być nosowe bezdźwięczne).
Rzędem liter o trzonie zarówno ponad i poniżej linii łuków Fëanor oznaczył głoski przydechowe. W Trzeciej Erze nie było już takich głosek i znaczenie ich liter zlało się ze znaczeniem pierwszego rzędu.
Głoski reprezentowane przez szósty rząd, teoretycznie przypisany spółgłoskom nosowym bezdźwięcznym, były najsłabsze w wymowie, które z tego powodu zanikały. Skutkiem tego było wykorzystanie wakujących liter do zapisu samogłosek w piśmie Beleriandu.